# 赫斯特 (路易斯安那州)
赫斯特（英語：Hester）是位於美國路易斯安那州聖詹姆斯堂區的一個普查規定居民點。

## 人口
根據2020年美國人口普查的數據，赫斯特的面積為10.47平方千米，當中陸地面積為8.96平方千米，而水域面積為1.50平方千米。當地共有人口483人，而人口密度為每平方千米46.13人。